# Olaf Sandner
Olaf Sandner Montilla (ur. 24 lipca 1923 w Rubio, zm. 20 listopada 2013 w Caracas) – wenezuelski szermierz. Reprezentant kraju podczas igrzysk olimpijskich w Helsinkach, uczestniczył w turnieju indywidualnym i drużynowym szablistów oraz w turnieju indywidualnym szpadzistów. We wszystkich turniejach odpadł w pierwszej rundzie.